# Megalopta lecointei
Megalopta lecointei är en biart som beskrevs av Heinrich Friese 1926. Megalopta lecointei ingår i släktet Megalopta och familjen vägbin. Inga underarter finns listade i Catalogue of Life.